# Thylacoleo
Genre
Espèces de rang inférieur
- Thylacoleo carnifex
- Thylacoleo crassidentatus
- Thylacoleo hilli

Thylacoleo est un genre fossile de mammifères marsupiaux carnivores, ayant vécu en Australie de la fin du Pliocène jusque vers la fin du Pléistocène, de -2 millions d'années à -46 000 ans.

## Description
Thylacoleo présente une denture très particulière, avec deux grandes incisives, comme les wombats, ce qui permet, de même que d'autres caractéristiques corporelles, de les classer parmi les superprédateurs. L'espèce T. carnifex atteignait la taille d'une hyène actuelle.

## Biologie

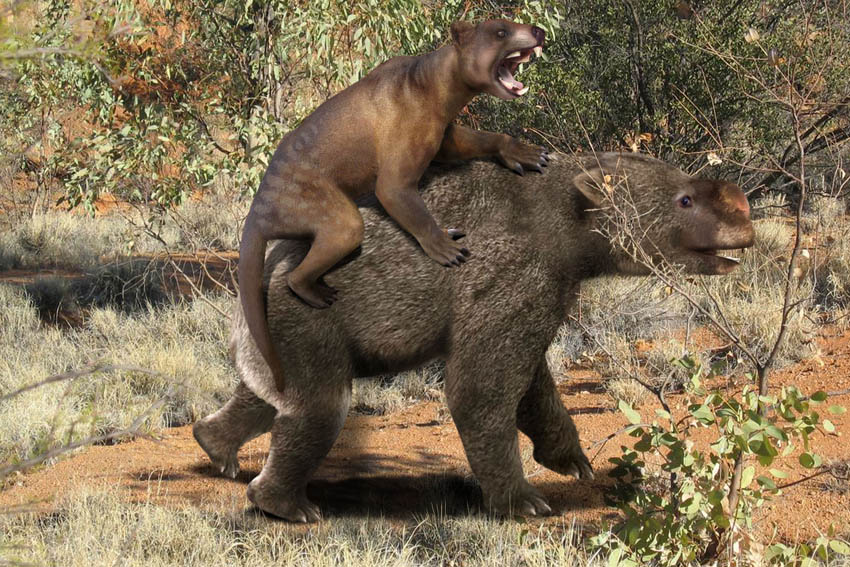
Un Thylacoleo carnifex chassant un Diprotodon.

Contrairement au lion qui est social dans ses activités de chasse, on pense que le lion marsupial chassait seul, car on n'a pas retrouvé d'ossements regroupés. Au vu de leurs griffes, les Thylacoleo devaient être bons grimpeurs. Si c'est le cas, ils pouvaient se cacher dans les arbres et sauter sur leurs proies quand celles-ci passaient en dessous.
Les dernières espèces ou sous-espèces de ce genre font partie des quelques superprédateurs qui ont « récemment » disparu (à l'échelle préhistorique), peut-être à la suite des actions de chasse des aborigènes.
Mais même sans traces, il est aussi possible qu'ils aient chassé en bande, ce qui leur aurait permis de s'en prendre à de grands herbivores comme le diprotodon. Dans ce cas, on pense que le lion marsupial plantait ses dents dans la gorge de sa victime et lui sectionnait la trachée et les artères carotides ou lui brisait les cervicales. Une troisième hypothèse de la littérature paléontologique australienne est qu'il aurait pu s'agir de grands charognards et de pilleurs de nids de crocodiles, de varans géants ou de ratites, les incisives et griffes servant dans ce cas à dépecer les carcasses et à sortir les œufs.